# Tampa Bay Buccaneers 2014
La stagione 2014 dei Tampa Bay Buccaneers è stata la 39ª della franchigia nella National Football League e la prima sotto la direzione del nuovo capo-allenatore Lovie Smith, che ha sostituito Greg Schiano, e del nuovo general manager Jason Licht, sostituto di Mark Dominik, licenziato dopo la stagione 2013 terminata con un record di 4-12. La squadra nel 2014 ha fatto ancora peggio, vincendo due sole partite e guadagnando la prima scelta assoluta nel Draft NFL 2015.

## Scelte nel Draft 2014

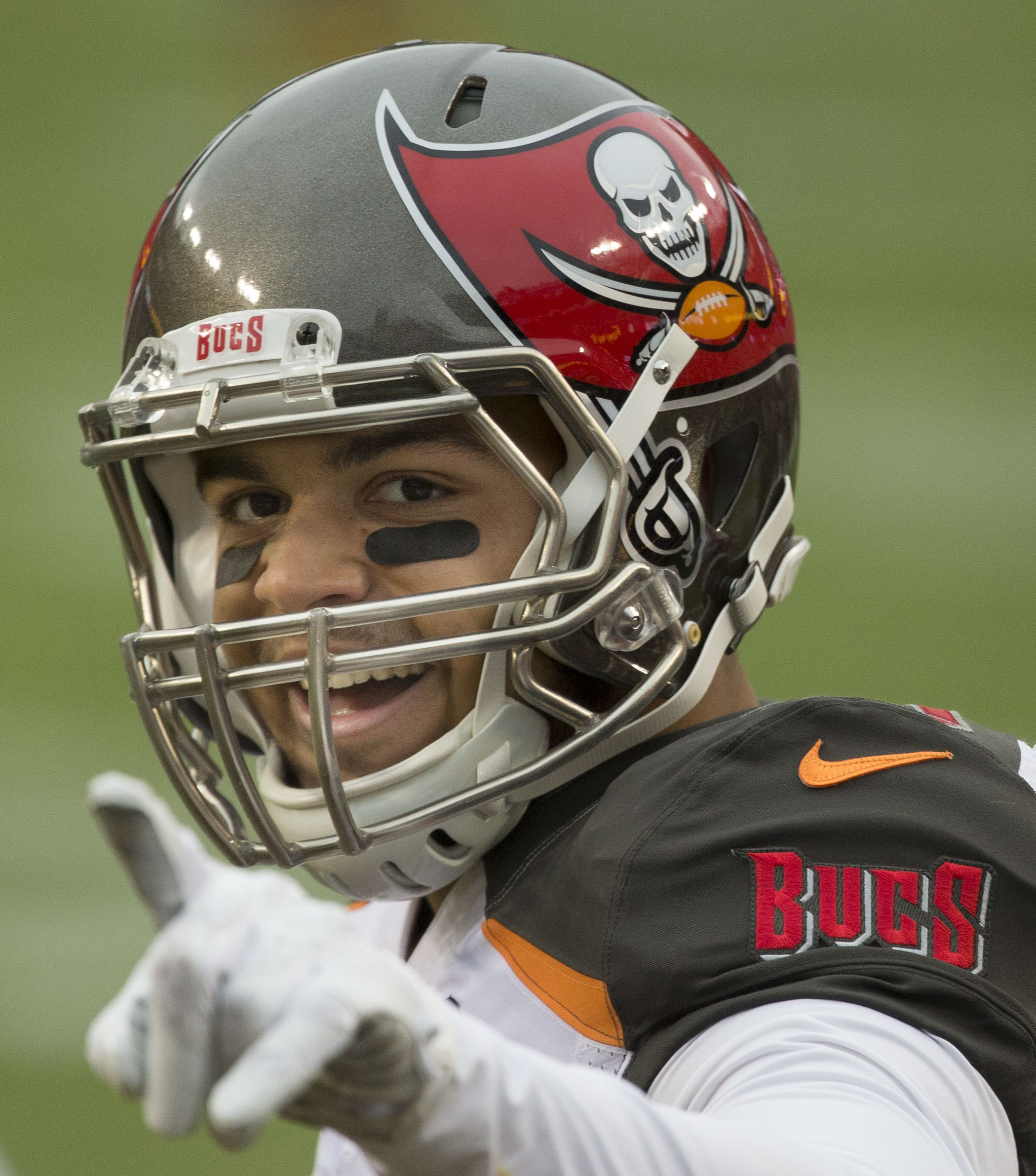
Mike Evans è stata la scelta del primo giro dei Bucs nel 2014.

| Giro | Scelta | Giocatore               | Ruolo            | College         |
| ---- | ------ | ----------------------- | ---------------- | --------------- |
| 1    | 7      | Mike Evans              | Wide receiver    | Texas A&M       |
| 2    | 38     | Austin Seferian-Jenkins | Tight end        | Washington      |
| 3    | 69     | Charles Sims            | Running back     | West Virginia   |
| 5    | 143    | Kadeem Edwards          | Offensive guard  | Tennessee State |
| 5    | 149    | Kevin Pamphile          | Offensive tackle | Purdue          |
| 6    | 185    | Robert Herron           | Wide receiver    | Wyoming         |

## Calendario

### Pre-stagione
| Turno | Data | Ora           | Avversario              | Risultati | Risultati | Stadio                | TV        | NFL.com recap |
| Turno | Data | Ora           | Avversario              | Punteggio | Record    | Stadio                | TV        | NFL.com recap |
| ----- | ---- | ------------- | ----------------------- | --------- | --------- | --------------------- | --------- | ------------- |
| 1     | 8/8  | 7:30 p.m. EDT | at Jacksonville Jaguars | S 10–16   | 0–1       | EverBank Field        | WFLA      | Recap         |
| 2     | 16/8 | 7:30 p.m. EDT | Miami Dolphins          | S 14–20   | 0–2       | Raymond James Stadium | WFLA      | Recap         |
| 3     | 23/8 | 4:30 p.m. EDT | at Buffalo Bills        | V 27–14   | 1–2       | Ralph Wilson Stadium  | WFLA/NFLN | Recap         |
| 4     | 28/8 | 7:30 p.m. EDT | Washington Redskins     | S 10–24   | 1–3       | Raymond James Stadium | WFLA      | Recap         |

### Stagione regolare
| Turno | Data               | Ora                | Avversario             | Risultati          | Risultati          | Stadio                  | TV                 | NFL.com recap      |
| Turno | Data               | Ora                | Avversario             | Punteggio          | Record             | Stadio                  | TV                 | NFL.com recap      |
| ----- | ------------------ | ------------------ | ---------------------- | ------------------ | ------------------ | ----------------------- | ------------------ | ------------------ |
| 1     | 7/9                | 4:25 p.m. EDT      | Carolina Panthers      | S 14–20            | 0–1                | Raymond James Stadium   | Fox                | Recap              |
| 2     | 14/9               | 4:05 p.m. EDT      | St. Louis Rams         | S 17–19            | 0–2                | Raymond James Stadium   | Fox                | Recap              |
| 3     | 18/9               | 8:25 p.m. EDT      | at Atlanta Falcons     | S 14–56            | 0–3                | Georgia Dome            | CBS                | Recap-             |
| 4     | 28/9               | 1:00 p.m. EDT      | at Pittsburgh Steelers | V 27–24            | 1–3                | Heinz Field             | Fox                | Recap              |
| 5     | 5/10               | 1:00 p.m. EDT      | at New Orleans Saints  | S 31–37 (DTS)      | 1–4                | Mercedes-Benz Superdome | Fox                | Recap              |
| 6     | 12/10              | 1:00 p.m. EDT      | Baltimore Ravens       | S 17–48            | 1–5                | Raymond James Stadium   | CBS                | Recap              |
| 7     | Settimana di pausa | Settimana di pausa | Settimana di pausa     | Settimana di pausa | Settimana di pausa | Settimana di pausa      | Settimana di pausa | Settimana di pausa |
| 8     | 26/10              | 1:00 p.m. EDT      | Minnesota Vikings      | S 13–19 (DTS)      | 1–6                | Raymond James Stadium   | Fox                | Recap              |
| 9     | 2/11               | 1:00 p.m. EST      | at Cleveland Browns    | S 17–22            | 1–7                | FirstEnergy Stadium     | Fox                | Recap              |
| 10    | 9/11               | 1:00 p.m. EST      | Atlanta Falcons        | S 17–27            | 1–8                | Raymond James Stadium   | Fox                | Recap              |
| 11    | 16/11              | 1:00 p.m. EST      | at Washington Redskins | V 27–7             | 2–8                | FedEx Field             | Fox                | Recap              |
| 12    | 23/11              | 1:00 p.m. EST      | at Chicago Bears       | S 13–21            | 2–9                | Soldier Field           | Fox                | Recap              |
| 13    | 30/11              | 1:00 p.m. EST      | Cincinnati Bengals     | S 13–14            | 2–10               | Raymond James Stadium   | CBS                | Recap              |
| 14    | 7/12               | 1:00 p.m. EST      | at Detroit Lions       | S 17–34            | 2–11               | Ford Field              | Fox                | Recap              |
| 15    | 14/12              | 1:00 p.m. EST      | at Carolina Panthers   | S 17–19            | 2–12               | Bank of America Stadium | Fox                | Recap              |
| 16    | 21/12              | 1:00 p.m. EST      | Green Bay Packers      | S 3–20             | 2–13               | Raymond James Stadium   | Fox                | Recap              |
| 17    | 28/12              | 1:00 p.m. EST      | New Orleans Saints     | S 20–23            | 2–14               | Raymond James Stadium   | Fox                | Recap              |

Nota: Gli avversari della propria division sono in grassetto.

## Classifiche

### Conference
| NFC                                                      | NFC                   | NFC      | NFC | NFC | NFC | NFC   | NFC | NFC  | NFC | NFC | NFC  | NFC |
| #                                                        | Squadra               | Division | V   | S   | P   | %     | DIV | CONF | PF  | PS  | D    | STR |
| -------------------------------------------------------- | --------------------- | -------- | --- | --- | --- | ----- | --- | ---- | --- | --- | ---- | --- |
| Vincitori delle division                                 |                       |          |     |     |     |       |     |      |     |     |      |     |
| 1                                                        | * – Seattle Seahawks  | West     | 12  | 4   | 0   | 75%   | 5–1 | 10–2 | 394 | 254 | 140  | V6  |
| 2                                                        | z – Green Bay Packers | North    | 12  | 4   | 0   | 75%   | 5–1 | 9–3  | 486 | 348 | 138  | V2  |
| 3                                                        | y – Dallas Cowboys    | East     | 12  | 4   | 0   | 75%   | 4–2 | 8–4  | 467 | 352 | 115  | V4  |
| 4                                                        | y − Carolina Panthers | South    | 7   | 8   | 1   | 46,9% | 4–2 | 6–6  | 339 | 374 | –25  | V4  |
| Wild Card                                                |                       |          |     |     |     |       |     |      |     |     |      |     |
| 5                                                        | w – Arizona Cardinals | West     | 11  | 5   | 0   | 68,8% | 3–3 | 8–4  | 310 | 299 | 11   | S2  |
| 6                                                        | w – Detroit Lions     | North    | 11  | 5   | 0   | 68,8% | 5–1 | 9–3  | 301 | 268 | 33   | S1  |
| Non qualificate per i playoff                            |                       |          |     |     |     |       |     |      |     |     |      |     |
| 7                                                        | Philadelphia Eagles   | East     | 10  | 6   | 0   | 60%   | 4–2 | 6–6  | 474 | 400 | 74   | V1  |
| 8                                                        | San Francisco 49ers   | West     | 8   | 8   | 0   | 50%   | 2–4 | 7–5  | 306 | 340 | –34  | V1  |
| 9                                                        | New Orleans Saints    | South    | 7   | 9   | 0   | 43,8% | 3–3 | 6–6  | 401 | 424 | –23  | V1  |
| 10                                                       | Minnesota Vikings     | North    | 7   | 9   | 0   | 43,8% | 1–5 | 6–6  | 325 | 343 | –18  | V1  |
| 11                                                       | New York Giants       | East     | 6   | 10  | 0   | 37,5% | 2–4 | 4–8  | 380 | 400 | –20  | S1  |
| 12                                                       | Atlanta Falcons       | South    | 6   | 10  | 0   | 37,5% | 5–1 | 6–6  | 381 | 417 | –36  | S1  |
| 13                                                       | St. Louis Rams        | West     | 6   | 10  | 0   | 37,5% | 2–4 | 4–8  | 324 | 354 | –30  | S3  |
| 14                                                       | Chicago Bears         | North    | 5   | 11  | 0   | 31,3% | 1–5 | 4–8  | 319 | 442 | –123 | S5  |
| 15                                                       | Washington Redskins   | East     | 4   | 12  | 0   | 25%   | 2–4 | 2–10 | 301 | 438 | –137 | L1  |
| 16                                                       | Tampa Bay Buccaneers  | South    | 2   | 14  | 0   | 12,5% | 0–6 | 1–11 | 277 | 410 | –133 | L6  |
| Legenda                                                  |                       |          |     |     |     |       |     |      |     |     |      |     |
| w — Qualificata ai playoff come wild card                |                       |          |     |     |     |       |     |      |     |     |      |     |
| x — Qualificata ai playoff                               |                       |          |     |     |     |       |     |      |     |     |      |     |
| y — Vincitrice della division                            |                       |          |     |     |     |       |     |      |     |     |      |     |
| z — Qualificata direttamente al secondo turno di playoff |                       |          |     |     |     |       |     |      |     |     |      |     |
| * — Vantaggio del fattore campo nei playoff              |                       |          |     |     |     |       |     |      |     |     |      |     |

## Staff
| Staff dei Tampa Bay Buccaneers nel 2014 |
| --- |
| Organi dirigenziali - Proprietario/Presidente: Malcolm Glazer - Co-Chairman: Bryan Glazer, Edward Glazer e Joel Glazer - General Manager: Jason Licht Capo allenatore - Lovie Smith Altri allenatori - Coordinatore dello sviluppo della forza e della condizione: Jay Butler - Assistente dello sviluppo della forza e della condizione: Bob Gilmartin e Joe Vaughn - Pass Rush Specialist: Bryan Cox Allenatori dell'attacco - Coordinatore dell'attacco: Mike Sullivan - Assistente capo dell'attacco: Jimmy Raye - Assistente dell'attacco: Ben McDaniels - Quarterback: John McNulty - Running Back: Earnest Byner - Wide Receiver: John Garrett - Tight End: Brian Angelichio - Offensive Line: Bob Bostad - Assistente Offensive Line Steve Loney Allenatori della difesa - Coordinatore della difesa: Bill Sheridan - Assistente del coordinatore della difesa: Bob Fraser - Assistente della difesa: Tem Lukabu - Defensive Line: Randy Melvin - Linebacker: Robb Smith - Secondary/Safeties: Jeff Hafley - Secondary/Cornerback: Tony Oden Allenatori dello special team - Coordinatore dello Special Team: Dan Wannstedt - Assistente coordinatore dello Special Team: Phil Galiano |

## Roster
| Roster dei Tampa Bay Buccaneers nel 2014 |
| --- |
| Quarterback - 8 Mike Glennon - 12 Josh McCown Running Back - 25 Mike James - 46 Jorvorskie Lane FB - 22 Doug Martin - 43 Bobby Rainey PR Wide Receiver - 13 Mike Evans - 10 Robert Herron - 83 Vincent Jackson - 11 Louis Murphy - 80 Chris Owusu - 89 Russell Shepard Tight End - 82 Brandon Myers - 87 Austin Seferian-Jenkins - 81 Tim Wright Offensive Linemen - 73 Anthony Collins T - 75 Oniel Cousins G - 62 Evan Dietrich-Smith C - 69 Demar Dotson T - 71 Kadeem Edwards G - 72 Garrett Gilkey G - 65 Rishaw Johnson G - 70 Logan Mankins G - 66 Patrick Omameh G - 64 Kevin Pamphile T Defensive Linemen - 91 Da'Quan Bowers DT - 94 Adrian Clayborn DE - 92 William Gholston DE - 90 Michael Johnson DE - 93 Gerald McCoy DT - 98 Clinton McDonald DT - 96 Steven Means DE - 60 Scott Solomon DE - 97 Akeem Spence DT Linebacker - 52 Jonathan Casillas OLB - 54 Lavonte David OLB - 50 Dane Fletcher MLB - 59 Mason Foster MLB - 51 Danny Lansanah OLB Defensive Back - 27 Johnthan Banks CB - 23 Mark Barron SS - 38 Dashon Goldson FS - 24 Mike Jenkins CB - 29 Leonard Johnson CB - 30 Bradley McDougald SS - 28 Rashaan Melvin CB - 26 Quinton Pointer CB - 37 Keith Tandy FS - 21 Alterraun Verner CB - 31 Major Wright FS Special Team - 48 Andrew DePaola LS - 9 Michael Koenen P - 7 Patrick Murray K Lista delle riserve - 34 Charles Sims RB (IR-DRF) Squadra di allenamento - 84 Cameron Brate TE - 36 Derrius Brooks CB - 32 Jeff Demps RB - 39 Brandon Dixon CB - 58 Carlos Fields LB - 3 Mike Kafka QB - 53 Brandon Magee LB - 95 Matthew Masifilo DT - 33 Kimario McFadden S - 86 Solomon Patton WR 53 attivi, 1 inattivi, 10 nella squadra di allenamento |
| Legenda - I rookie sono in corsivo. - Il primo ruolo è il principale mentre gli eventuali successivi indicano i ruoli secondari. - (IR) sta per Injured Reserve ed indica la lista ristretta per un solo giocatore infortunato che può tornare ad allenarsi dopo la settimana 6 e a rientrare in prima squadra dopo che questa ha giocato 8 partite. - (NF-Inj.) / (NF-Ill.) stanno rispettivamente per Non-Football Injured e Non-Football Illness ed indicano le liste dove viene inserito un giocatore che ha un infortunio o una malattia non dipendente dal football americano. - (PUP) sta per Physically Unable to Perform ed indica la lista dove viene inserito un giocatore mentre è in attesa di recuperare la condizione fisica. Nella stagione regolare dopo la sesta partita giocata dalla propria squadra, il giocatore ha tempo tre settimane per riprendere ad allenarsi, più tre settimane aggiuntive dal suo rientro agli allenamenti per rientrare in prima squadra. |